# Oración subordinada

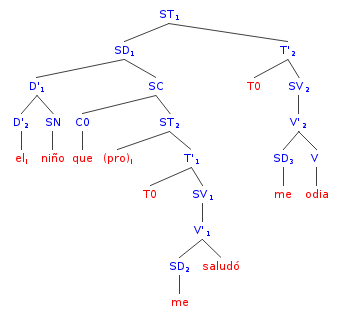
Árbol sintáctico, para una oración compuesta (Ese niño que me saludó me odia), en la que la oración subordinada es una oración de relativo que, sintácticamente, es un sintagma complementante dependiente de niño.

Una oración subordinada (también llamada oración secundaria) es una oración que depende estructuralmente del núcleo de otra oración, llamada oración principal. Es decir, la oración subordinada es una oración que es a su vez un constituyente sintáctico de otra. Y, por tanto, la oración subordinada no tiene una autonomía sintáctica (si es considerada sola) y es subordinada por otra, llamada principal, bien a través de nexos diversos según su tipología, tales como conjunciones, pronombres relativos, adverbios conjuntivos, bien a través de simple yuxtaposición, según el idioma. El procedimiento sintáctico que une ambas oraciones, principal y subordinada, se denomina subordinación o hipotaxis, y es distinto de los otros dos que existen para ligar oraciones: la coordinación o parataxis y la yuxtaposición.

## Introducción
Las oraciones subordinadas son siempre constituyentes sintácticos de la oración principal, por lo que su clasificación tiene mucho que ver con la función sintáctica que desempeñan como constituyente sintáctico dentro de dicha oración principal. Las oraciones subordinadas adjetivas, por ejemplo, desempeñan funciones propias del sintagma adjetivo, casi siempre como adyacente de un sustantivo antecedente en la proposición principal, las subordinadas sustantivas la de un sintagma nominal sujeto o complemento directo, indirecto, etc., del verbo la proposición principal, y las subordinadas adverbiales la de complemento circunstancial del verbo de la proposición principal. 
En muchas lenguas las oraciones subordinadas no presentan internamente características diferentes de las oraciones principales, por lo que el único signo reconocible es que jerárquicamente dependen de algún otro elemento. Sin embargo, lo anterior si bien muy frecuente, no es regla general: no es universal; por ejemplo, en alemán el orden sintáctico difiere de una oración principal del de una oración subordinada. En alemán, que es una lengua V2, el verbo frecuentemente ocupa la segunda posición en una oración enunciativa, mientras que en una oración subordinada introducida por un complementante aparece en posición final. En algunas lenguas la diferencia es más notoria aún, ya que existen marcas morfológicas explícitas para la forma verbal según esté en la oración principal o en una oración subordinada; esto sucede, por ejemplo, en huichol donde la oración principal requiere una marca pɨ- tras el prefijo de sujeto, mientras que en las oraciones subordinadas pueden ser marcadas con el sufijo -pɨ (si el tiempo y la persona son idénticos a la principal) o el prefijo mɨ- (en otras casos). En lenguas pano o en miskito también existen diferencias morfológicas entre el verbo de la oración principal y la oración subordinada.

## Tipos de oraciones subordinadas
Desde el punto de vista de la sintaxis o función sintáctica de la oración subordinada, es común distinguir varios tipos de oraciones subordinadas:
- Subordinadas sustantivas. Aquellas oraciones subordinadas que cumplen las funciones de un sintagma nominal (sujeto, complemento directo, complemento de preposición, etc.).
- Subordinadas adjetivas. Incluyen una oración subordinada como parte de un sintagma nominal (sujeto o complemento). En español, la oración relativa habitualmente está precedida por las palabras que, el cual, la cual, quien, cuyo, cuya, etc., y modifica el nombre de la oración subordinante o principal, como lo haría un adjetivo.
- Subordinadas adverbiales (subdivididas en circunstanciales —de tiempo, lugar, modo y comparación— y lógicas —condicionales, causales, consecutivas, concesivas y finales—). Este tipo de oraciones modifican al verbo. Se clasifican de la misma manera que los complementos circunstanciales de la oración simple.

Se consideran inordinadas todas las anteriores salvo las lógicas, porque todas cumplen alguna función sintáctica dentro de la proposición principal; las lógicas, sin embargo, no cumplen ninguna función sintáctica clara y se utilizan como operadores lógicos para ordenar o procesar ideas y deberían ser denominadas más propiamente subordinadas.

### Subordinación sustantiva
Las proposiciones subordinadas sustantivas desempeñan funciones sintácticas propias del sustantivo: sujeto, objeto directo, complemento de régimen o suplemento, complemento del nombre, … En español van introducidas por los nexos que, el que, el hecho de que, por pronombres interrogativos como qué, cuál, quién, o por adverbios interrogativos como cuánto, cómo, cuándo, dónde etc., precedidos o no por preposición; en el caso de las interrogativas indirectas también puede aparecer el nexo si; las proposiciones subordinadas sustantivas se dejan sustituir por un pronombre neutro: eso, esto, etc., o por un infinitivo menos frecuentemente.
En español existen fundamentalmente dos tipos de subordinadas sustantivas en cuanto a su forma o estructura: 
1. Las que no usan nexo porque van en infinitivo: «Decírselo fue mala idea».
2. Las que usan verbo conjugado y sí usan nexo: «Que se lo dijeras fue mala idea».

En el segundo de los tipos en cuanto a su forma o estructura el nexo se suele suprimir detrás de verbos de lengua o verbos que expresen voluntad o mandato: "Le ordeno se presente inmediatamente en comandancia"; "Pedro dijo: No es necesario". En este último caso se trata de lo que se denomina estilo directo, es decir, se reproduce lo que ha sido dicho con exactitud y en su forma primitiva sin cambios; el nexo es reemplazado por dos puntos, comillas o guion. Si por el contrario lo que se ha dicho se reproduce sin respeto a la forma original como fueron pronunciadas las palabras, aunque con el mismo sentido, se denomina estilo indirecto y sí existe el nexo: "Pedro dijo que no era preciso".
Existen distintos tipos de subordinadas sustantivas según la función sintáctica que estas desempeñen:
- Subordinadas sustantivas en función de sujeto: "Me gusta que hables francés", "Me gustaría que mi hijo estudiara más".[1]
- Subordinadas sustantivas en función de objeto directo: "Me dijo que no vendría". "Me preguntó si vendría". "Me preguntó cómo había sido".
- Subordinadas sustantivas en función de suplemento o complemento de régimen: "Habló de que era mejor no venir".
- Subordinadas sustantivas en función de atributo: "El hecho es que no lo hizo".
- Subordinadas sustantivas en función de complemento del nombre: "Tengo la certeza de que volverá".
- Subordinadas sustantivas en función de complemento del adjetivo: "Parecía feliz de que hubiese encontrado a su cría".
- Subordinadas sustantivas en función de complemento del adverbio: "Ella estaba muy lejos de los que amaba".
- Subordinadas sustantivas en función de complemento indirecto: "Dieron los permisos a los que los solicitaron".
- Subordinadas sustantivas en función de complemento circunstancial: "Iré sin que me lo pidas".
- Subordinadas sustantivas en función de complemento agente: "Los cuadros fueron expuestos por quienes los crearon".

### Subordinación adjetiva
Las subordinadas adjetivas o de pronombre relativo desempeñan la función de adyacentes de un sustantivo o sintagma nominal al que se denomina antecedente. En español van introducidas por pronombres relativos como que (cuando puede sustituirse por el-la-los-las cual-es), quien o quienes, el cual, la cual, los cuales, las cuales, o cuyo, cuya, cuyos-as, precedidos o no de preposición: "El libro que me prestaste era muy bueno". Pueden considerarse asimilables a las adjetivas las subordinadas adverbiales de lugar, tiempo y modo introducidas por los adverbios conjuntivos donde, cuando y como que llevan antecedente expreso, como en el caso "Ese es el lugar donde comimos", "Esta fue la época cuando yo estudiaba" o "Esa fue la manera como lo hicimos", cuyos antecedentes respectivamente son lugar, época y manera. Existen tres tipos:
- Proposiciones adjetivas especificativas: son las que no van entre comas y restringen el significado del antecedente seleccionándolo de una generalidad: "Los jugadores que estaban cansados no jugaron la segunda parte". (Parte de los jugadores)
- Proposiciones adjetivas explicativas: son las que van entre comas y no restringen el significado del antecedente: "Los jugadores, que estaban cansados, no jugaron la segunda parte". (Todos los jugadores)
- Proposiciones adjetivas sustantivadas por falta de antecedente, por no tener antecedente expreso o por otras causas. La proposición de relativo se enuncia con un valor indefinido y generalizador. En español los pronombres quien y el que equivalen al sintagma "la persona que". Y el pronombre que al sintagma "la cosa que". Las nociones de «persona» y «cosa» son los antecedentes implícitos de tales pronombres. Estas proposiciones desempeñan funciones propias del sustantivo. Al igual que un adjetivo puede sustantivarse, también hay proposiciones adjetivas sustantivadas, y como las sustantivas, desempeñan las funciones propias de un sustantivo: "Los que van a morir te saludan", (sujeto agente); "Los que estudien serán aprobados" (sujeto paciente); "Llévate el que elegiste" (complemento directo); "Yo soy el que te cuidará" (atributo).

### Subordinación adverbial

#### Subordinación adverbial propia o circunstancial
En español existen tres tipos: 
- Temporales o de tiempo: marcan una referencia temporal a la proposición principal. Van introducidas por cuando, mientras, antes que, antes de que, después de que, luego que, antes que, en seguida, primero al + inf…: Lo hice cuando me dijiste.
- Locales o de lugar: marcan una referencia espacial con respecto a la proposición principal; van introducidas por donde, precedida o no de preposición: lo hice donde me dijiste.
- Modales o de modo: muestran el modo como se ejecuta la proposición principal. Van introducidas por como, según, conforme, como si: Lo hice como me dijiste.

#### Subordinación adverbial impropia
En español existen seis tipos. Sirven para ordenar las ideas en un continuo que va desde la condición a la finalidad.
- Condicionales: señalan una condición necesaria e imprescindible para que se produzca la proposición principal, sus nexos son: si, en el caso de que, de + inf., etc.: No conduzcas si bebes
- Causales: señalan el origen lógico de la proposición principal, una explicación de la misma; sus nexos más frecuentes son: porque, ya que, puesto que, por + inf…: Bebo porque tengo sed.
- Consecutivas: señalan la consecuencia o implicación lógica de la proposición principal; sus nexos son: por tanto, así que, conque, de manera/modo/forma/ suerte que, luego, así pues, pues etc… Tengo sed, así que bebo.
- Concesivas: señalan una consecuencia no esperada ni deseada, o menos lógica que las anteriores, una complicación más que una implicación, que no impide el cumplimiento de la proposición principal. Sus nexos son: aunque, por más que, a pesar de que, pese a que, con + inf. etc.: Iré aunque llueva.
- Comparativas: comparan la igualdad, inferioridad o superioridad respecto a la proposición principal. Van introducidas por nexos discontinuos y el verbo va casi siempre elidido.
- Finales: indican la consecuencia que está más allá de las otras consecuencias, la última más allá de las cuales no se espera ninguna, la aplicación, propósito o cometido de la proposición principal; sus nexos son: para que, a que, a fin de que, con el propósito/intención/fin/objeto/cometido/recado de que, para + inf. etc.: Vino para arreglar la puerta.

### Subordinadas implícitas y explícitas
En las lenguas indoeuropeas las oraciones subordinadas explícitas requieren o pueden llevar un complementador que las introduzca:
(inglés) John believes [(that) [Mary is lying]] 'Juan cree que María está mintiendo'.
(español) Juan cree [que [María miente]].
(latín) Timeo [ne [veniat]] 'Temo que venga'.
En cambio, las oraciones subordinadas implícitas o no finitas suelen carecer de complementador:
(español) Juan parece [ PRO dormir]
(inglés) I want [him to come].
En otras lenguas, como el náhuatl, las oraciones subordinadas no adjetivas suelen ser explícitas y no llevan ninguna partícula introductoria y se logran mediante verbos seriados:
(náhuatl) ni-k-neki ni-tla-kwa-z.
1.ªPER.SUJ-3.ªPER.OBJ--querer 1.ªPER.SUJ-3.ªPER.OBJ.INDEF--comer-FUT
'[yo (ni-)] quiero (neki) comer ((tla.)kwa-)
Tanto es así que las oraciones subordinadas desempeñan en el conjunto oracional más amplio funciones sustantivas, adjetivas o adverbiales, pues han terminado por sustituir a sustantivos, adjetivos y adverbios por sus formas más complejas. Así pues, las oraciones subordinadas adoptan el papel de los elementos más simples de la oración, aumentando su significado y profundidad semántica. Pueden ser sujeto, complemento directo, indirecto, circunstancial, etc.

## Función y tipos en español
En la gramática del español, tradicionalmente se han clasificado las oraciones subordinadas según el tipo de función que realizan dentro de la oración principal:
- Sustantivas: La proposición subordinada puede desempeñar la función de:

Sujeto "Me disgusta que seas así"
objeto directo "Me dijo que iría a verte"
Atributo "Mi sueño es que tenga buena nota"
Suplemento "La televisión informa de que no hay huelga"
Complemento del nombre "Tengo la sospecha de que van a decírselo"
Complemento del adjetivo "Estoy convencido de que aprobaré"
Complemento del adverbio "Ella estaba muy lejos de los que amaba"
- Adjetivas o relativas: La proposición subordinada funciona como adyacente de su antecedente. El antecedente es un sustantivo, pronombre o elemento nominal que aparece en la proposición principal y al que se refiere el relativo. Pueden ser especificativas o explicativas.En español éstas son explícitas y se introducen por un pronombre relativo que realiza una función sintáctica dentro de la oración subordinada: El hombre [[que] viste ayer] es el presidente.

"Los alumnos, que eran muy listos, acertaron la respuesta".
- Adverbiales: Las reconocemos porque podemos sustituirlas por un adverbio. Generalmente la proposición subordinada desempeña la función de complemento circunstancial de la proposición principal. Se clasifican en circunstanciales y no circunstanciales.

"He colocado el cuadro donde me dijiste".
- Adjetivas sustantivadas: Cumplen las mismas funciones que las sustantivas pero siempre van precedidas por "lo que", "el que", "la que", "los que", "las que", "quien", "quienes", "cuanto" o "cuantos". Cabe destacar que no tienen antecedente.

"El que llamó era mi abuelo".

## Oraciones subordinadas en alemán
En algunas lenguas existen restricciones de orden y de organización interna de las cláusulas suborinadas. Un ejemplo de ello es el alemán que es una lengua V2, lo cual implica que en las oraciones no subordinadas el verbo aparece en segunda posición mientras que en las oraciones subordinadas introducidas por un nexo subordinante no es posible el ascenso del verbo al núcleo del sintagma complementante como se ilustra en los siguientes ejemplos:
(1) [Es ist kalt], und [ich möchte nicht gehen.]
‘Hace mucho frío y no quiero ir.’
(2) [Ich möchte nicht gehen, [weil es kalt ist.]]
‘No quiero ir, porque hace mucho frío.’
La oración (1) es una oración compuesta donde las dos oraciones están coordinadas y por tanto su respectivos verbos (en negrita) ocupan la segunda posición. Sin embargo, en la oración (2) la cláusula subordinada, que tiene el mismo contenido que la primera cláusula de (1), tiene el verbo al final. Esto puede explicarse en términos de ascenso del verbo flexionado (ver sintaxis y orden oracional del alemán, oración relativa alemana).

## Abreviaturas
- SN sintagma nominal
- SD sintagma determinante
- SV sintagma verbal
- N núcleo sintáctico, nombre, adjetivo o pronombre
- V verbo
- P preposición
- C complemento sintáctico (complemento)
- CD complemento directo
- CI complemento indirecto
- CP construcción preposicional
- D determinante
- CRég complemento de régimen
- CPvo complemento predicativo
- CAdj complemento del adjetivo
- Atr atributo
- S/Sj sujeto
- PV predicado verbal
- PN predicado nominal
- e enlace
- T término
- CN complemento del nombre/complemento del núcleo
- CAg complemento agente
- CCL complemento circunstancial de lugar
- CCT complemento circunstancial de tiempo
- CCM complemento circunstancial de modo
- CCF complemento circunstancial de finalidad
- CCI complemento circunstancial de instrumento
- CCCia complemento circunstancial de compañía
- CCN complemento circunstancial de negación
- CCMa complemento circunstancial de materia
- CCA complemento circunstancial de afirmación
- CCD complemento circunstancial de duda
- CCCant complemento circunstancial de cantidad
- CCCausa complemento circunstancial de causa